# 반산초등학교
반산초등학교(槃山初等學校)는 대한민국 부산광역시 해운대구에 있는 공립 초등학교이다.

## 학교 연혁
- 1990년 3월 1일: 개교
- 1990년 3월 1일: 제1대 이상준 교장 부임

- 2014년 3월 1일: 제9대 박경희 교장 부임
- 2017년 2월 17일: 제27회 졸업식 (117명)

## 참고 자료
- 반산초등학교 - 한국교육학술정보원 학교알리미